# Championnats du Portugal de tennis de table
Les Championnats du Portugal de tennis de table comprennent une compétition indivicuelle organisée tous les ans pour les joueurs de tennis de table portugais, dont les vainqueurs remportent le titre de champion du Portugal et un championnat par équipes qui regroupe les meilleures équipes de tennis de table du Portugal. Ces compétitions sont organisés par la Fédération portugaise de tennis de table (FPTM).

## Championnats individuels

### Histoire
João Monteiro a remporté six titres de champion en simple.

### Palmarès
| Année | Lieu                 | Simple messieurs  | Simple dames     | Double messieurs               | Double dames                       | Double mixte                   |
| ----- | -------------------- | ----------------- | ---------------- | ------------------------------ | ---------------------------------- | ------------------------------ |
| 2025  | Vila Nova de Gaia    | João Geraldo (3)  | Tatiana Garnova  | Tiago Li Rafael Kong           | Tatiana GARNOVA Júlia LEAL         | Gonçalo GOMES Inês MATOS       |
| 2024  | Vila Nova de Gaia    | Diogo Chen (3)    | Olga Chramko (5) | Tiago Abiodun Rafael Kong      | Inês Matos Matilde Pinto           | Tiago Abiodun Patrícia Santos  |
| 2023  | Vila Nova de Gaia    | Tiago Abiodun     | Tatiana Garnova  | Gonçalo GOMES Marco RODRIGUES  | Inês Matos Matilde Pinto           | Matilde Pinto Rafael Kong      |
| 2022  | Vila Nova de Gaia    | Diogo Carvalho    | Inês MATOS       | Jaime BESSA José MAGALHÃES     | Inês Matos Patrícia SANTOS         | Bode ABIODUN Patrícia SANTOS   |
| 2021  | Mozelos              | João Geraldo (2)  | Leila Oliveira   |                                |                                    |                                |
| 2020  | Lagos                | Diogo Chen (2)    | Olga Chramko (4) |                                |                                    |                                |
| 2019  |                      | Diogo Carvalho    | Marta SANTOS     |                                |                                    |                                |
| 2018  | São João da Madeira  | Diogo Carvalho    | Olga Chramko (3) | Vítor AMORIM / LI Tiago        | Vitória SANTOS / Leila OLIVEIRA    | David BESSA / Raquel ANDRADE   |
| 2017  | Santa Maria de Feira | Diogo Carvalho    | Shao Jieni       |                                |                                    |                                |
| 2016  |                      | Diogo Chen        | Olga Chramko (2) | Duarte MENDONCA and Vitor HUGO | Olga CHRAMKO and Mariana GONCAVLES | Joao SEDUVEM and Patrici MACEL |
| 2015  | Viseu                | João Geraldo      | Rita Fins        | Diogo Chen Diogo Carvalho      | Patricia MACIEL Raquel ANDRADE     | Diogo Silva Cátia Martins      |
| 2014  |                      |                   |                  |                                |                                    |                                |
| 2013  | Mafra                | André Silva       | Olga Chramko     |                                |                                    |                                |
| 2012  |                      |                   |                  |                                |                                    |                                |
| 2011  |                      |                   |                  |                                |                                    |                                |
| 2010  | Penafiel             | Tiago Apolónia    | XIE Juan         |                                |                                    |                                |
| 2009  |                      | Tiago Apolónia    | Huang LEI        |                                |                                    |                                |
| 2008  | Mafra                | João Monteiro (7) |                  |                                |                                    |                                |
| 2007  | Gondomar             | João Monteiro (6) |                  |                                |                                    |                                |
| 2006  | Mafra                | João Monteiro (5) |                  |                                |                                    |                                |
| 2005  | Mafra                |                   |                  | João Monteiro                  |                                    |                                |
| 2004  | Mafra                | João Monteiro (4) |                  | João Monteiro                  |                                    |                                |
| 2003  | Viana do Castelo     | João Monteiro (3) |                  | João Monteiro                  |                                    |                                |
| 2002  | Viana do Castelo     | João Monteiro (2) |                  |                                |                                    |                                |
| 2001  | Azambuja             | João Monteiro     |                  |                                |                                    |                                |

## Championnat par équipes
Le Championnat masculin est largement dominé par le Sporting CP avec 41 titres tandis que le championnat féminin a vu une période de domination dans les années 1950 à 1970 par le même club du Sporting avant de voir l'hégénomie du CTM Mirandela depuis les années 1990 et la bagatelle de 20 titres raflés sur les 28 dernières années 

### Saison 2011-2012
- ACM Madeira
- ADC Ponta Pargo
- AR Novelense
- CP Oliveirinha
- CD São Roque
- GDCS Juncal
- GDAAA Guilhabreu
- GDSR Toledos
- SC Porto Santo
- Sporting Clube de Portugal

La finale 2011-2012 oppose le Sporting Clube de Portugal au GDSR Toledos.

Le premier match est prévu le 19 mai 2012, le deuxième match le 26 mai 2012, et un éventuel troisième match (si nécessaire) le 27 mai 2012.
Des deux équipes, le Sporting Clube de Portugal est l'équipe la plus titrée avec 31 championnats dans son palmarès, mais le GDSR Toledos est l'actuel tenant du titre du championnat.

### Palmarès
| Année | Hommes           | Femmes             |
| ----- | ---------------- | ------------------ |
| 2024  | Sporting CP (41) |                    |
| 2023  | Sporting CP (40) | Sporting CP (15)   |
| 2022  | Sporting CP (39) |                    |
| 2021  | Sporting CP (38) |                    |
| 2020  | Sporting CP (37) |                    |
| 2019  | Sporting CP (36) |                    |
| 2018  | Sporting CP (35) | CTM Mirandelà (20) |
| 2017  | Sporting CP (34) | CTM Mirandelà      |
| 2016  | Sporting CP (33) |                    |
| 2015  |                  |                    |
| 2014  | GDSR Toledos     | GDCS Juncal        |
| 2013  | GDSR Toledos     |                    |
| 2012  | Sporting CP (32) | CTM Mirandelà (9)  |
| 2011  | GDSR Toledos     | -                  |
| 2010  | -                | -                  |
| 2009  | Sporting CP (31) | -                  |
| 2008  | Sporting CP (30) | -                  |
| 2007  | Sporting CP (29) | -                  |
| 2006  | CD San Roque (3) | -                  |
| 2005  | CD San Roque (2) | CTM Mirandelà (8)  |
| 2004  | -                | -                  |
| 2003  | Sporting CP (28) | CTM Mirandelà (7)  |
| 2002  | CD San Roque (1) | CTM Mirandelà (6)  |
| 2001  | Sporting CP (27) | CTM Mirandelà (5)  |
| 2000  | Sporting CP (26) | -                  |
| 1999  | Sporting CP (25) | CTM Mirandelà (4)  |
| 1998  | Sporting CP (24) | CTM Mirandelà (3)  |
| 1997  | -                | -                  |
| 1996  | -                | -                  |
| 1995  | Sporting CP (23) | CTM Mirandelà (2)  |
| 1994  | Sporting CP (22) | -                  |
| 1993  | Sporting CP (21) | CTM Mirandelà (1)  |
| 1992  | Sporting CP (20) | Sporting CP (13)   |
| 1991  | Sporting CP (19) | Sporting CP (12)   |
| 1990  | Sporting CP (18) | -                  |
| 1989  | Sporting CP (17) | -                  |
| 1988  | Sporting CP (16) | -                  |
| 1987  | Sporting CP (15) | -                  |
| 1986  | Sporting CP (14) | -                  |
| 1985  | Sporting CP (13) | -                  |
| 1984  | -                | -                  |
| 1983  | -                | -                  |
| 1982  | -                | -                  |
| 1981  | Sporting CP (12) | -                  |
| 1980  | Sporting CP (11) | -                  |
| 1979  | -                | -                  |
| 1978  | -                | -                  |
| 1977  | -                | Sporting CP (11)   |
| 1976  | -                | Sporting CP (10)   |
| 1975  | -                | Sporting CP (9)    |
| 1974  | -                | -                  |
| 1973  | -                | Sporting CP (8)    |
| 1972  | -                | Sporting CP (7)    |
| 1971  | -                | -                  |
| 1970  | Sporting CP (10) | -                  |
| 1969  | -                | -                  |
| 1968  | -                | Sporting CP (6)    |
| 1967  | Sporting CP (9)  | -                  |
| 1966  | Sporting CP (8)  | -                  |
| 1965  | -                | -                  |
| 1964  | -                | -                  |
| 1963  | -                | Sporting CP (5)    |
| 1962  | -                | -                  |
| 1961  | Sporting CP (7)  | -                  |
| 1960  | -                | Sporting CP (4)    |
| 1959  | -                | Sporting CP (3)    |
| 1958  | -                | Sporting CP (2)    |
| 1957  | Sporting CP (6)  | Sporting CP (1)    |
| 1956  | Sporting CP (5)  | -                  |
| 1955  | Sporting CP (4)  | -                  |
| 1954  | -                | -                  |
| 1953  | -                | -                  |
| 1952  | Sporting CP (3)  | -                  |
| 1951  | -                | -                  |
| 1950  | -                | -                  |
| 1949  | -                | -                  |
| 1948  | -                | -                  |
| 1947  | Sporting CP (2)  | -                  |
| 1946  | Sporting CP (1)  | -                  |